# 拉萨东嘎农产品批发市场
拉萨东嘎农产品批发市场是中国西藏自治区拉萨市的大型农产品批发市场，位于堆龙德庆县东嘎镇桑木村，是中华人民共和国国家级81家大型农产品批发市场之一。

## 历史
该批发市场建于2007年，于当年投入使用。该批发市场是西藏自治区农产品批发的龙头企业。